# Småtjärnarna (Kroppa socken, Värmland)
Småtjärnarna är en sjö i Filipstads kommun i Värmland och ingår i Göta älvs huvudavrinningsområde.